# 吉田健
吉田 健（よしだ けん）は、TBSテレビ制作1部所属の日本のディレクター、演出家、プロデューサー。

## 手掛けた作品

### テレビドラマ
演出補
- もういちど春（1981年）

演出
- となりの女(1986年)
- 予備校ブギ（1990年）
- ママってきれい!?（1991年）
- 十年愛（1992年）
- 高校教師（1993年版）
- 人間・失格〜たとえばぼくが死んだら（1994年）
- 未成年（1995年）
- セカンド・チャンス（1995年）
- 若葉のころ（1996年）
- 友達の恋人（1997年）
- 智子と知子（1997年）
- 恋のためらい（1997年）
- 聖者の行進（1998年）
- めぐり逢い（1998年）
- PU-PU-PU-（1998年）
- 美しい人（1999年）
- 君が教えてくれたこと（2000年）
- 白い影（2001年）
- 恋がしたい恋がしたい恋がしたい（2001年）
- 太陽の季節（2002年）
- 高校教師（2003年版）
- バツ彼（2004年）
- あいくるしい（2005年）
- 少しは、恩返しができたかな（2006年）
- おいしいプロポーズ（2006年）
- パパとムスメの7日間（2007年）
- マラソン（2007年）
- Around40〜注文の多いオンナたち〜（2008年）
- あるがままの君でいて（2008年）
- DOOR TO DOOR〜僕は脳性まひのトップセールスマン〜（2009年）
- うぬぼれ刑事（2010年）
- 冬のサクラ（2011年）[1]
- 華和家の四姉妹（2011年）
- 運命の人（2012年）
- ATARU（2012年）
- アルジャーノンに花束を（2015年）
- わたしを離さないで（2016年）
- 仰げば尊し（2016年）
- あなたには帰る家がある（2018年）
- この世界の片隅に（2018年）
- 初めて恋をした日に読む話（2019年）

### 映画
監督
- 高校教師（1993年）

### 舞台
演出
- BS-TBS開局10周年企画「ファッショナブル」（2010年）
- リボーン〜命のオーディション〜（2011年）[1]
- 演劇女子部 ミュージカル「TRIANGLE-トライアングル-」（2015年）
- 演劇女子部 「夢見るテレビジョン」（2017年）
- 演劇女子部 「遥かなる時空の中で6 外伝～黄昏ノ仮面～」（2019年）
- 演劇女子部 「リボーン〜13人の魂は神様の夢を見る〜」（2019年）

## 受賞歴
1994年
- 第2回ザテレビジョンドラマアカデミー賞 [2]
  - 監督賞（吉田秋生､金子与志一と共に）（『人間・失格〜たとえばぼくが死んだら』）